# Каменка (Пошехонский район)
Каменка — деревня в Пошехонском районе Ярославской области России. Входит в состав Ермаковского сельского поселения.

## География
Деревня находится в северной части области, в подзоне южной тайги, на восточном берегу Рыбинского водохранилища, к югу от автодороги 78К-0004, на расстоянии примерно 17 километров (по прямой) к западу-северо-западу от города Пошехонье, административного центра района. Абсолютная высота — 123 метра над уровнем моря.

### Климат
Климат характеризуется как умеренно континентальный, с продолжительной холодной зимой и коротким умеренно тёплым летом. Среднегодовая температура воздуха — 2,9 — 3,5 °C. Годовое количество атмосферных осадков — 500—750 мм, из которых большая часть выпадает в тёплый период. Преобладающее направление ветра юго-западное.

### Часовой пояс
Каменка, как и вся Ярославская область, находится в часовой зоне МСК (московское время). Смещение применяемого времени относительно UTC составляет +3:00.

## Население
| 2007 | 2010 |
| ---- | ---- |
| 8    | ↗9   |

### Национальный состав
Согласно результатам переписи 2002 года, в национальной структуре населения русские составляли 93 % из 15 чел.

## Общественный транспорт
Каменка обслуживается пригородным автобусным маршрутом № 119 Пошехонье — Зинкино, междугородними маршрутами №№ 5930 Череповец — Рыбинск, 6794 Череповец — Иваново. Остановка общественного транспорта находится в 1,6 км от деревни.